# Kosmo (seriál)
Kosmo je český sitcom o českém letu na Měsíc z peněz Evropské unie, který byl záhy vytunelován. Kvůli hrozící pokutě se však přesto musí realizovat.
Uveden byl na podzim 2016 v České televizi, první tři epizody měly projekci již 25. a 30. července 2016 na Letní filmové škole a během září v Bio Oko v Praze a kině Scala v Brně. Představen byl také v rámci Mezinárodního filmového festivalu v Karlových Varech.
Byl nominován na Českého lva v kategorii Nejlepší dramatický seriál.

## Seznam dílů
1. Sumec nemá kníry
2. Česká škola
3. Smrt docenta
4. Řekl někdo kočička?
5. Triumf

## Zajímavosti
Autor seriálu Tomáš Baldýnský na něm pracoval tři roky, scénář psal rok a půl. V prvním dílu se zmiňuje ÚOOZ, který byl mezitím zrušen. Postava Antona Hrabiše odkazuje na Andreje Babiše.

## Obsazení
| Martin Myšička  | ministr Lubor Šnajdr                         |
| David Novotný   | palubní technik Karel Cikán                  |
| Jiří Hána       | tajemník Libor Repelent                      |
| Jakub Žáček     | astrofyzik René Hejl                         |
| Jana Plodková   | kapitánka Milada Musilová                    |
| Petr Vančura    | druhý pilot Petr Chromý                      |
| Eva Josefíková  | Miss Kurník Agáta Kašpárková                 |
| Václav Kopta    | ředitel vesmírného programu Ing. Milan Sumec |
| Martin Dejdar   | velkodrůbežář Anton Hrabiš                   |
| Lenka Krobotová | předsedkyně SRPŽ Dona Drobková               |
| Marie Ludvíková | kuchařka Filoména                            |

## Recenze
- Pavel Koutský, iDNES.cz[4]
- Marcel Kabát, Lidové noviny[5]
- Jindřiška Bláhová, Respekt[6]
- Táňa Zabloudilová, Radio Wave[7]
- Milan Rozšafný, TVZone.cz [8]